# 119967 Daniellong
119967 Daniellong este un asteroid din centura principală de asteroizi.

## Descriere
119967 Daniellong este un asteroid din centura principală de asteroizi. A fost descoperit pe 4 octombrie 2002 la Apache Point Observatory în cadrul programului Sloan Digital Sky Survey. Asteroidul prezintă o orbită caracterizată de o semiaxă mare de 2,28 ua, o excentricitate de 0,17 și o înclinație de 9,6° în raport cu ecliptica.